# Entrenamiento callejero
El entrenamiento callejero o entrenamiento de calle (en inglés street workout) es un movimiento sociodeportivo que se basa en entrenar en la calle, usualmente en parques y espacios públicos, usando ejercicios de peso corporal. Sus seguidores lo describen como mucho más que una modalidad de entrenamiento, pues se considera un estilo de vida, caracterizado por valores como el respeto, la fuerza y la educación.
El entrenamiento callejero es una reciente modalidad deportiva, que se basa en el entrenamiento en parques o instalaciones de barras, y que promueve la libertad deportiva, ya que cuenta con variadas subcategorías, y cada atleta se centra en lo que más le interese.
Es importante que no se de la confusión entre el street workout y la calistenia. La principal diferencia es que, mientras que la calistenia son ejercicios de peso corporal con la finalidad de tonificar y desarrollar la musculatura, el street workout es reconocido como la versión a nivel competitivo de la calistenia, llevando sus elementos a un nivel de complejidad mucho mayor (aunque a día de hoy, los términos calistenia y street workout son utilizados muchas veces para lo mismo). 
No cualquier entrenamiento físico practicado al aire libre es considerado entrenamiento callejero o "street workout". Ejercicios comúnmente reconocidos como street workout son dominadas, muscle-ups, fondos, flexiones, sentadillas, palancas frontales y traseras (front lever y back lever en inglés), planchas, y bar-style (todos estos ejercicios cuentan con variaciones con el fin de dificultar la ejecución). 

## Historia

### Orígenes
Desde tiempos antiguos se realizaba actividad física al aire libre y con las herramientas que se tuviera a mano, ya que en tiempos anteriores no se tenía locales acondicionados para realizar actividad física. 
Es a finales de los años 80, principios de los 90, cuando comienza la revolución de este movimiento deportivo en las calles de Brooklyn. Los hombres afroamericanos competían para ver quién era el más fuerte utilizando su entorno urbano en parques o plazas públicas. Las farolas, barras y el suelo eran usadas como si fueran un gran gimnasio en la calle.
Pero tendremos que esperar hasta el 2005 para ver el entrenamiento callejero tal y como lo conocemos ahora. Desde Brooklyn y Nueva York surge un crecimiento exponencial en los últimos años gracias a grupos organizados en Estados Unidos como Ruff Ryders y Bartendaz. Este último grupo empieza de manera pionera a incorporar a sus filas a personas en riesgo de exclusión social, ofreciéndoles motivaciones y aspiraciones sanas que les aparten de una vida relegada al ostracismo.
A partir del 2005, el Dr. Goodbody junto con Yasin Hassan, han sido el epicentro de una explosión global en la popularidad de los movimientos con el peso corporal, que prácticamente ha sacudido el mundo de internet y, literalmente, cambió el paradigma fundamental de la ciencia del ejercicio.
“Dr. G”, como le llaman, ha aparecido en numerosos medios de comunicación, como CNN, BET, ESPN, ABC, CBS y NBC, así como en varias publicaciones impresas: NY Times, NY Daily News, Men´s Health, Men´s Fitness, destacando la interpretación original de Bartendaz de la gimnasia tradicional. Sin embargo, esta exposición a los medios no eclipsa la labor social  que el Dr. Goodbody ha llevado en su vida, sirviendo y ayudando a miles de estudiantes en el sistema escolar público de Nueva York, centros correccionales y centros comunitarios.
Este movimiento deportivo tiene mucho potencial para ayudar a todos estos jóvenes y no tan jóvenes, al realizarse su actividad fundamentalmente en lugares públicos, accesibles para todos, al no suponer un gasto económico y, sobre todo, por su carácter grupal, que permite desarrollar valores tan importantes como el compañerismo, el esfuerzo, la integración, el respeto, la tolerancia, la autoestima, la disciplina, etc…
Más concretamente, en el barrio del Bronx en Nueva York, es donde entrenan cada día los miembros de este grupo junto a muchísimos jóvenes de diferentes etnias y diferentes situaciones sociales, ayudándoles a vivir día a día gracias a la amistad y los vínculos que se forman en los entrenamientos, a la ilusión y motivación por ir día a día a superarse en cada ejercicio que aprenden, consiguiendo un hábito de vida saludable tanto a nivel físico como mental.
Pero el "boom" de este deporte empieza cerca del 2008 indirectamente gracias a deportistas como Hannibal for King o Zef Zakavelli y el uso de nuevas redes sociales o plataformas de video como Youtube, a través de las cuales se fueron subiendo vídeos de ejercicios en la calle, con algunos denominados "Thug Workout o Ghetto Workout" (ya que lo practicaban los gánsteres) (Grupo pionero en el entrenamiento en la calle, pero sin ningún trasfondo social). 
Aparecieron ya también videos de Bartendaz que recogerían esta filosofía de vida sana y no problemática. Definiéndola en 3 palabras: CAP COMMUNITY, ATTITUDE AND PERSONALITY. (Comunidad, actitud y personalidad).
Esto hizo que esta disciplina cruzara las fronteras de Estados Unidos y se propagase por toda Europa. 
Cabe destacar que el entrenamiento callejero no tuvo su inicio con los hechos mencionados, ya que desde antes se hacía uso del entorno para realizar actividad física, sin embargo desde esos hechos es que se dio la concepción de la idea del entrenamiento callejero como un movimiento social.
Poco a poco se empiezan a introducir nuevos movimientos de la gimnasia deportiva, del parkour y de otros muchos deportes haciendo una mezcla y añadiendo creatividad e innovación, realizando los ejercicios al ritmo de la música. 
Por esta razón no se puede enrollar al entrenamiento callejero en un solo deporte o disciplina, ya que en la práctica cualquier entrenamiento físico realizado en la calle cuenta como entrenamiento callejero o street workout.

### Europa
En Europa, y más concretamente en la zona este, la amplia tradición gimnástica existente en países como Rusia, Ucrania y la República Checa, ya desde la antigua URSS, hizo patente el uso de esta disciplina deportiva, el Street workout y Calistenia. 
Y
a fuera por la creencia de la posibilidad de conflictos bélicos o por las grandes cualidades de sus atletas en alta competición, hicieron posible que las calles de estos países contaran desde hace mucho tiempo con buenas instalaciones de barras fijas, barras paralelas, barras bajas, espalderas, etc... 
La buena aptitud de los deportistas urbanos que utilizan estas estructuras, sumado a que en muchos casos han sido entrenados desde pequeños realizando entrenamientos con el propio peso corporal (dominadas, flexiones, fondos, pinos, etc…) desde que van a la escuela, hace del Street Workout y Calistenia una tradición inherente en estos países. 
Por este motivo, empiezan a destacar rápidamente. Comienzan a crear una escuela con su propio estilo y movimientos donde destaca sobre todo la fuerza de sus ejercicios estáticos, como: planchas, front levers, Maltesses… 
Algunos ejemplos de los atletas más conocidos son: Adam Raw, Vladimir Sadkov, Dimitri Kuznetsov, Nikita Anisimov, Daniels Laizans , Eryc Ortiz, Andrea Larosa, entre otros.

### España
En España, este concepto socio-deportivo del Street Workout, se empieza a introducir sobre el año 2010 gracias a grupos deportivos o colectivos de jóvenes que empiezan a surgir y practicar esta disciplina por todo el territorio nacional. Esto es debido al auge de esta modalidad deportiva a nivel mundial, convirtiéndose en un fenómeno deportivo y viral en las redes sociales.
Grupos españoles como Barbarrio, Barzfly, Spartans Barz, Pandasbarzz, Wolfpack, Iron Team, La Barra é Nostra… vieron en su día más allá del simple hecho de entrenar para fortalecerse, y observaron que todos estos chicos que entrenaban a diario establecían lazos fuertes entre ellos gracias al gusto por este deporte. Valores como los citados más arriba afloraban en cada jornada de entreno.
Pero el nivel deportivo crecía más rápido de lo esperado, conllevando también un crecimiento en la actitud de la colaboración social. Se crearon proyectos, eventos, trabajos con los ayuntamientos, colaboraciones con asociaciones sociales, charlas, exhibiciones, e incluso campeonatos. Como por ejemplo: "Barmania batles", "Sthenos batles", "Iberian battles"... Todo esto propició que muchos miembros empezaran a interesarse por ámbitos laborales que de otra manera habrían estado fuera de su alcance: aprender a planificar eventos, a tratar con entidades públicas, montaje y edición de vídeos, empezar a adquirir experiencia como monitores de Street Workout colaborando en institutos o asociaciones de jóvenes, etc…
El poder de este deporte es imparable y todos los equipos han tomado como suya la parte social de esta disciplina en sus ideales y sus objetivos diarios. Hay grupos por toda España, integrados en gran parte por chicos y chicas con un riesgo de exclusión social elevado, aprendiendo valores de provecho, trabajando en equipo, adquiriendo responsabilidades y creando hábitos saludables que les ayudarán mucho en sus vidas.

## Modalidades de competición
Nota: en las competicones, ya sean de FreeStyle o Resistencia siempre hay un jurado de cada tipo de modalidad que al finalizar    la ronda señalan a un ganador
- FreeStyle, en la que los participantes disponen de un tiempo limitado de ronda para mostrar sus mejores habilidades en los aparatos, aplicando varios trucos... (El Geinger, El 360, Pasavallas, Muscle-up Olimpico... etc). En una competición se valoran los elementos por puntos en función de su dificultad, y hay otros, en cambio que solo son transiciones, es decir, que no puntúan o puntuan muy poco y que solo se usan para enlazar algunos combos. Algunas de estas transiciones son: (muscle up olímpico, barsprint, pull over explosivo)...
- Resistencia, en la que los participantes se someten a una serie de pruebas físicas u ejercicios que desafían sus límites, con ejercicios básicos (con el peso corporal) para la mayor cantidad de repeticiones posibles en dominadas, fondos, flexiones... etc. En las competiciones de resistencia suelen ser un 1 vs 1 en el cual tienen que recorrer un circuito de ejercicios en el menor tiempo posible(a veces con lastre)
- Fuerza, en la que los participantes tratan de vencer una resistencia (peso) el mayor número de veces posible en distintos ejercicios como El Muscle Up, Dominadas... etc.
- Tensión, donde los atletas ejecutan varios movimientos estáticos de una dificultad asombrosa durante el mayor tiempo posible. Por ejemplo (front lever, Planche, Victorean...) (Para que cada elemento sea válido se debe aguantar la misma postura en un tiempo de 3s)
- Powermoves, aquí se tiene en cuenta las variaciones de un elemento. Por ejemplo un plancha tiene muchísimas variaciones, ya sean un press de plancha o push ups. Pues aquí se tiene en cuenta la cantidad de variaciones en función de su dificultad.
- Balance, aqui se evalúa el control de cada elemento, por ejemplo (el pino a una mano, la plancha cerrada)... son movimientos en los que tienes que llevar a cabo (aparte de palanca) un equilibrio esccepcional

Nota: Estas categorías hacen referencia a competiciones de Calistenia. 

## Federación Española de Street Workout y Calistenia - FESWC

### Historia
En el año 2015, viendo el crecimiento de este deporte en España, se decide crear la Asociación Española de Street Workout y Calistenia - AESWC, con el objetivo principal de unir fuerzas a nivel nacional y conseguir tener el número de clubes deportivos necesarios para poder crear, en el futuro, una federación real de Street Workout y Calistenia creada por y para todos.
Los equipos deportivos que formaron parte de ella, estaban constituidos en un primer momento como asociaciones deportivas, pero con la creación de la Asociación Española de Street Workout y Calistenia, todos los equipos existentes se constituyeron como clubes deportivos. 
Tras un tiempo de desarrollo de la AESWC, surge la Federación Española de Street Workout y Calistenia - FESWC, dando respuesta a una necesidad real de crear una organización nacional donde todos los equipos de las distintas comunidades autónomas estén reconocidos y trabajen en conjunto para poder gestionar esta disciplina deportiva.
Actualmente, después de años de mucho esfuerzo y gracias a la ayuda de todos los clubes deportivos a nivel nacional, la FESWC es una realidad, está inscrita en el Ministerio de Interior y registrada como una marca oficial. La función principal de esta organización es promover este deporte, fomentarlo y hacer que siga creciendo con la ayuda de todos. 
Gracias a ello, el futuro del Street Workout y Calistenia en España se presenta lleno de atractivas y grandes expectativas donde esta nueva modalidad deportiva estará gestionada como se merece.

### Objetivos
- Fomentar hábitos de vida saludable.
- Promover el compañerismo y el trabajo en equipo.
- Mejorar la superación, la autoestima y confianza de las personas que practican este deporte.
- Crear hábitos de responsabilida y disciplina.
- Facilitar espacios de participación comunitaria, así como realizar labores de integración social con aquellos participantes que se encuentren en situaciones más desfavorecidas.
- Fomentar valores de igualdad, tolerancia y hermandad.
- Potenciar las facultades personales y laborales.
- Inculcar el deber de ofrecer ayuda a quien lo necesite.
- Asegurar unos principios fundamentales y saludables en todas las competiciones realizadas.
- Velar por los intereses colectivos de todos los equipos y personas que forman la FESWC.

### Actividades
- Charlas y talleres en institutos, colegios, centros sociales y educativos.
- Exhibiciones en espacios públicos o en fiestas. Creación de eventos.
- Colaboración con proyectos e instituciones con valores similares.
- Colaboración con proyectos internacionales.
- Organización de campeonatos autonómicos, nacionales e internacionales.
- Desarrollo y creación de una escuela nacional de formación.

## Competiciones Oficiales

### Campeonato de España
Campeonato de España 2015 - Organizado por la Asociación Española de Street Workout y Calistenia - AESWC en el festival deportivo Mulafest, Madrid.
- Competición de FreeStyle Masculino: Raúl Villareal
- Competición de Resistencia Masculino y femenino: Dario Maestre
- Competición de Fuerza Masculino: David tangyan
- Competición de Tensión Masculino: Dani Plaza

Campeonato de España 2016 - Organizado por la Asociación Española de Street Workout y Calistenia - AESWC en el festival deportivo Toletvm Workout Fest, Toledo.
- Competición de FreeStyle Masculino: Igue Cruz
- Competición de FreeStyle Femenino: Marga Mulet
- Competición de Workout Style Masculino: Michael Slaby
- Competición de Resistencia Masculino: Javier Alés Robles
- Competición de Fuerza Masculino: David López
- Competición de Tensión Masculino: Iván San Martin

Campeonato de España 2017 - organizado por la Federación Española de Street Workout y Calistenia - FESWC en el festival deportivo Vigo Street Stunts, Vigo.
- Competición de FreeStyle Masculino: Abel Lendinez
- Competición de FreeStyle Femenino: Laura García
- Competición de Workout Style Masculino: José Luis González
- Competición de Resistencia Masculino: Javier Alés Robles
- Competición de Fuerza Masculino: David Ruiz Víbora
- Competición de Tensión Masculino: Samuel Blasco

Campeonato de España 2018 - organizado por la Federación Española de Street Workout y Calistenia - FESWC en el festival deportivo Street Stunts, Coruña. Los campeones forman la Selección Española de Street Workout y Calistenia:
- Competición de FreeStyle Masculino:
- Competición de FreeStyle Femenino:
- Competición de Workout Style Mixto:
- Competición de Resistencia Masculino:
- Competición de Resistencia Femenino:
- Competición de Fuerza Masculino:
- Competición de Fuerza Femenino:
- Competicón de Tensión Masculino:

### Competiciones Internacionales
Battle Of The Bars I Madrid 2015- Organizado por la Asociación Española de Street Workout y Calistenia - AESWC en el festival deportivo Arnold Classic Europe 2015 (Arnold Sports Festival), Madrid
- Batallas FreeStyle Masculino: Raúl Villareal

Campeonato Internacional Vigo Street Stunts 2016
Competidores internacionales:
- Bulgaria- Plamen Atanasov
- Bulgaria- Toni Liposhliev
- Francia- Valentín Blanc
- Francia- Guillaume Grignone
- Bélgica- Sandro Longu
- Bélgica- Dieter Vandereyd
- Portugal- Gonzalo Furtado
- Alemania-Korash Kabir
- Holanda- Jacobus Poot
- Marruecos- Bisouma Nour
- Argentina- Alan Kerps

Battle Of The Bars II Barcelona 2017 - Organizado por la Federación Española de Street Workout y Calistenia - FESWC en el festival deportivo Arnold Classic Europe 2017(Arnold Sports Festival), Barcelona
- Batallas FreeStyle Masculino: Abel Lendinez
- Batallas FreeStyle Femenino: Carla Esteban
- AllBars Games: Max Dropa